# Бимиш, Альфред
Альфред Эрнест Бимиш (англ. Alfred Ernest Beamish; 6 августа 1879, Ричмонд, Большой Лондон — 28 февраля 1944, Нэрн, Хайленд) ― британский игрок в теннис, муж Джеральдин Бимиш. Родился в городе Ричард, графство Суррей, Англия. В 1912 году занял второе место в мужском одиночном разряде на чемпионате Австралазии (будущем Открытом чемпионате Австралии), уступив Джеймсу Сесилу Парку. Бимиш также играл в паре с Чарльзом Диксоном, выиграв вместе с ним бронзовые медали в парном турнире в помещениях на стокгольмской Олимпиаде 1912 года. Также занял второе место на чемпионате мира на крытых кортах в 1921 году. Участвовал в летних Олимпийских играх 1920 в Антверпене, но на этот раз не был удостоен медали. В 1912 году выиграл Международный теннисный кубок вызова (Кубок Дэвиса) в составе сборной Британских островов

## Финалы турниров Большого Шлема

### Одиночный разряд (0-1)
| Результат | Год  | Турнир                | Покрытие | Соперник в финале | Счёт в финале           |
| --------- | ---- | --------------------- | -------- | ----------------- | ----------------------- |
| Поражение | 1912 | Чемпионат Австралазии | Трава    | Джеймс Сесил Парк | 6-3, 3-6, 6-1, 1-6, 5-7 |

### Парный разряд (0-1)
| Результат | Год  | Турнир                | Покрытие | Партнёр    | Соперники в финале              | Счёт в финале |
| --------- | ---- | --------------------- | -------- | ---------- | ------------------------------- | ------------- |
| Поражение | 1912 | Чемпионат Австралазии | Трава    | Гордон Лоу | Джеймс Сесил Парк Чарльз Диксон | 4-6, 4-6, 2-6 |